# Manuel J. Goyanes
Manuel José Goyanes Martínez (Madrid, 1913-Pozuelo de Alarcón, 1983), conocido popularmente como Manuel J. Goyanes fue un productor de cine español, especialmente conocido por ser el descubridor de Marisol (Pepa Flores). 

## Inicios y carrera profesional
Nacido en Madrid el 17 de junio de 1913, Manuel J. Goyanes inició su carrera en el cine como asistente del director y productor Benito Perojo, quien era su suegro, ya que estaba casado con su hija Carmen. Esta conexión familiar le abrió las puertas a la industria cinematográfica.
A lo largo de su carrera, dirigió importantes empresas de cine como Cifesa, Aspa y Suevia Films. Fue un productor prolífico, involucrado en la creación de numerosas películas. También ocupó cargos relevantes como vicepresidente de Cinespaña y del grupo sindical de producción, además de ser miembro del Consejo Superior de Cinematografía de España.

## Filmografía
Manuel J. Goyanes fue productor de filmes importantes del cine español, como:
- Muerte de un ciclista (1955)
- Calle Mayor (1956)
- La venganza (1958)[1][3]

Uno de los hitos más destacados en la carrera de Manuel J. Goyanes fue el descubrimiento de Pepa Flores en 1959. La encontró cuando ella, siendo una niña, actuaba con el grupo «Coros y Danzas» de Málaga en Madrid. Goyanes vislumbró de inmediato su potencial y la convirtió en la estrella infantil Marisol, gestionando su carrera de forma intensiva y lanzándola al estrellato con películas como Un rayo de luz (1960), Ha llegado un ángel (1961) y Tómbola (1962).
La relación entre Marisol y la familia Goyanes —tanto con Manuel como con su hijo Carlos, quien se casaría con ella— fue compleja y muy mediática.

## Fallecimiento y legado
Manuel J. Goyanes falleció de forma repentina el 7 de marzo de 1983, a la edad de 69 años, en su domicilio de Pozuelo de Alarcón. Su legado perdura como una figura clave que moldeó parte de la industria cinematográfica española durante varias décadas y que fue crucial en la trayectoria de Pepa Flores.